# Ecbolium gymnostachyum
Ecbolium gymnostachyum är en akantusväxtart som först beskrevs av Christian Gottfried Daniel Nees von Esenbeck, och fick sitt nu gällande namn av Milne-redh. och Margaret Clark Gillett. Ecbolium gymnostachyum ingår i släktet Ecbolium och familjen akantusväxter. Inga underarter finns listade i Catalogue of Life.